# Gnidia phaeotricha
Gnidia phaeotricha är en tibastväxtart som beskrevs av Ernest Friedrich Gilg. Gnidia phaeotricha ingår i släktet Gnidia och familjen tibastväxter. Inga underarter finns listade i Catalogue of Life.